# David Paulides
David Paulides é um ex-detetive de polícia que atua hoje como investigador e escritor. É conhecido principalmente por seus livros auto-publicados, um deles dedicado a provar a existência do Pé-grande; e sua série de livros Missing 411, na qual documenta o desaparecimento de pessoas em parques nacionais e em outros lugares. Paulides atribui causas misteriosas e não especificadas a esses desaparecimentos, enquanto a análise de dados sugere que esses desaparecimentos não são estatisticamente misteriosos ou inesperados.

## Infância e carreira
Em sua página de biografia on-line, Paulides afirma que ele recebeu seus diplomas de graduação e pós-graduação da Universidade de São Francisco e, em 1977, iniciou uma carreira de 20 anos na polícia, transferindo-se em 1980 para o Departamento de Polícia de San Jose, trabalhando na divisão de patrulha da equipe SWAT, na patrulha geral e na unidade de crimes de rua, e em uma variedade de tarefas na divisão de detetives. Em 2011, Paulides recebeu aprovação para um status de aquisição deferido totalizando 16,5 anos de serviço por seu tempo no Departamento de Polícia de San Jose.

## Investigações
Depois de deixar a força policial, Paulides escreveu livros sobre o tema do Pé-grande, bem como sobre o desaparecimento de pessoas em parques nacionais e outros lugares, aos quais ele atribui causas desconhecidas e não especificadas.

### Pé-grande ouSasquatch
Em sua busca pelo Pé-grande, Paulides auto-publicou dois livros relacionados à criatura e criou o grupo de pesquisa chamado "North America Bigfoot Search," no qual ele atua como diretor.
Paulides disse que seu grupo de pesquisa foi fundamental na gênese de um artigo publicado em 2013, que afirma a existência do Pé-grande: "O mundo precisa entender que o North America Bigfoot Search foi o organizador do estudo. Orquestramos a pesquisa que levou à escolha do Dr. Ketchum para realizar um estudo sobre o DNA do Pé-grande." O artigo resultante documentou a análise de 111 amostras de suposto DNA de Pé-grande, e foi escrito por 11 autores diferentes. Em 24 de novembro de 2012, a DNA Diagnostics, um laboratório veterinário liderado por Ketchum, divulgou um comunicado à imprensa antes da revisão por pares, alegando que o estudo de sequenciamento de DNA confirmou a existência de um cruzamento de hominina híbrida entre humanos modernos com um primata desconhecido. Logo após a publicação, dois meses depois, na edição inaugural do DeNovo: Journal of Science, o artigo foi analisado por Sharon Hill, do Doubtful News, para o Comitê de Investigação Cética. O relatório de Hill concluiu que o artigo era de pouca qualidade, afirmando que "os poucos geneticistas experientes que viram o artigo relataram uma opinião negativa sobre ele, ressaltando que os conteúdos do mesmo faziam pouco sentido".
A revista The Scientist também analisou o artigo, relatando que as análises e os dados falham em suportar as alegações de existência de um híbrido humano-primata, mas sim que "as análises voltam como 100% humanas ou falham de maneiras que sugerem artefatos técnicos." O site do DeNovo Journal of Science foi criado em 4 de fevereiro, e não há evidência de que o trabalho de Ketchum, o único estudo publicado, tenha sido revisado por pares. O artigo falhou em influenciar o consenso científico de que o Pé-grande é uma combinação de folclore, embuste e identificação incorreta de animais, principalmente ursos-negros.

### Missing 411
Após seu trabalho sobre o Pé-grande, o projeto seguinte de Paulides foi o chamado Missing 411, uma série de livros auto-publicados e dois documentários, documentando casos nunca resolvidos de pessoas que desapareceram em parques nacionais e outros lugares.
Segundo Paulides, seu trabalho sobre esse assunto começou quando ele estava pesquisando em um parque nacional. Um guarda florestal fora de serviço encontrou-o e expressou preocupação acerca da natureza questionável de alguns dos casos de pessoas desaparecidas que ocorreram nos parques. O guarda conhecia o trabalho anterior de Paulides e solicitou que ele pesquisasse sobre o assunto. Paulides comprou a ideia, e afirma ter descoberto diversas linhas de evidência sugerindo negligência por parte do Serviço Nacional de Parques por não localizar as pessoas desaparecidas. Ele alargou sua pesquisa para incluir pessoas desaparecidas de todo o mundo, e isso levou à crença de que ele havia descoberto uma série misteriosa de desaparecimentos em todo o mundo, que desafiava explicações lógicas e convencionais.
Até 2018, Paulides já havia publicado oito livros sobre o assunto. De acordo com um destes livros, Missing 411: A Sobering Coincidence, ele ainda não tem teorias acerca do que vem causando os desaparecimentos, apesar de afirmar que "a lista de suspeitos vem diminuindo." Paulides recomenda a seus leitores que procurem sair de suas zonas de conforto para determinar quem (ou o quê) é culpado.
O interesse pela série de livros levou à criação de um documentário de mesmo nome, que foi lançado em 2017.
Kyle Polich, cientista de dados e apresentador do podcast Data Skeptic, documentou sua análise das alegações de Paulides no artigo "Missing411" e apresentou sua análise a um SkeptiCamp realizado em 2017 pelos céticos do condado de Monterey. Ele concluiu que os desaparecimentos supostamente incomuns não representam nada incomum e, em vez disso, são melhor explicados por causas não misteriosas, como queda ou súbitas crises de saúde, levando uma pessoa solitária a se imobilizar fora das trilhas, afogamento, ataque de urso (ou outro animal), exposição a condições ambientais adversas ou mesmo desaparecimento deliberado. Depois de analisar os dados das pessoas desaparecidas, Polich concluiu que esses casos não estão "fora da frequência esperada, ou que haja algo inexplicável que eu pude identificar". Esta apresentação foi discutida em um artigo de fevereiro de 2017 na Skeptical Inquirer, uma publicação do CSI. No artigo, Susan Gerbic relata: "Paulides [...] não deu nenhuma razão para esses desaparecimentos, mas encontra correlações estranhas para eles. Por exemplo, duas mulheres desaparecidas em anos diferentes, ambas com nomes começando com um "A" e contendo apenas três letras, Amy e Ann. Polich concluiu em sua análise: "Esgotei minha exploração por algo genuinamente incomum. Após uma análise cuidadosa, para mim, nem um único caso se destaca nem as frequências envolvidas parecem fora das expectativas."

## Livros

### Pé-grande
- Hoopa Project: Bigfoot Encounters (2008)[5]
- Tribal Bigfoot (2009)

### SérieMissing 411
- Missing 411 — Eastern United States: Unexplained Disappearances of North Americans That Have Never Been Solved (2012)[21]
- Missing 411 — Western United States & Canada: Unexplained Disappearances of North Americans that have never been solved (2012)
- Missing 411 — North America and Beyond (2013)
- Missing 411 — The Devil's in the Details (2014)
- Missing 411 — A Sobering Coincidence (2015)
- Missing 411 — Hunters (2016)
- Missing 411 — Off the Grid (2017)
- Missing 411 — Law (2018)

## Documentários
- Missing 411 (2017)
- Missing 411: The Hunted (2019)